# Uqayl
Els uqayl o Banu Uqayl (àrab: بنو عقيل, Banū ʿUqayl) fou una tribu àrab de la confederació dels Àmir ibn Sàssaa; va subsistir al llarg dels segles i modernament apareix un grup de camellers, caravaners i mercaders amb el nom d'Agel suposats descendents dels Uqayl. La seva genealogia tradicional és: Uqayl ibn Kab ibn Rabia ibn Amir ibn Sasaa i pertanyien a la branca Hawazin dels Qays Aylan. Vivien al Nejd meridional propers a la Yamama. Hi ha diverses versions de la seva conversió a l'islam. A la segona Rida al Iemen iniciada per Kays ibn abd Yaghuth ibn Makshub, els uqayl i els Akk es van unir a Firuz al-Daylami, governador de Sanaa, i van derrotar Kays, podent retornar el governador a la ciutat.
En el període abbàssida els uqayl van emigrar a Síria des d'Aràbia, i després a l'Iraq. A la mort d'Harun ar-Raixid el xeic dels uqayl, Nasr ibn Sayyar ibn Xabath va lluitar al costat d'al-Amin; tenia la seva fortalesa a Kaysum (moderna Keysun a Turquia), al nord d'Alep i d'allí feia incursions al país de l'entorn; va resistir al general Tàhir Abu t-Tàyyib Dhu-l-Yaminayn enviat contra ell, i va aguantar fins al 825 quan es va rendir a Abd-Al·lah ibn Tàhir sota promesa de perdó del califa. El 865 el governador de la Meca Djafar ibn Fadl Bashashat va combatre a un rebel uqayl que dominava la ruta de Jiddah i feia augmentar els preus de les mercaderies que arribaven a la ciutat santa.
A la segona meitat del segle IX la població de Karkisiya estava en mans de l'uqàylida Safwan probablement fill de Nasr que hauria mort el 867) i al seu lloc Lulu, llibert d'Ahmad ibn Tulun va nomenar Ahmad ibn Malik ibn Tawk; aquest fou expulsat per Ibn Abi l-Sadj que al seu torn va perdre els seus feus en benefici d'Ishak ibn Kundadjik (governador de Mossul i pretendent del govern de la Djazira i Diyar Bakr). Vers el 899 els uqayl i altres tribus dels Kays van reconèixer l'autoritat del càrmata Abu Said al-Djannabi i amb l'ajut d'aquestes tribus va conquerir al-Hassà, després Katif i després tot el Bahrayn (Aràbia oriental). Al segle X el taghlibita Abu l-Hasan al-Asfar per orde del califa va combatre als càrmates i va forçar a les tribus sulaym i després uqayl a sortir del Bahrayn (988-989) marxant a l'Iraq on van col·laborar amb els seus parents emigrats a Síria i la Jazira creant les bases del poder uqàylida a Mossul.
Més tard van retornar a l'Aràbia oriental i van derrotar els taghlibites ocupant una part de la Yamama a costa dels kilabites; els usfúrides, els seus parents i aliats van prendre el poder a al-Ahsa (1253).
Els sanariyya (sanar o tsanar) del Caucas pretenien ser descendents d'un grup uqàylida emigrat a la zona.
El moderna agel (o ageyl), teòrics descendents dels uqàylides, en realitat es van formar per la unió de diversos grups que venien d'al-Ahsa, al-Arid (o Tuwayk) i al-Kasim, i del Djabal Shammar, i fins i tot estrangers (turcs, kurds, egipcis). Per tant, estrictament no eren una tribu sinó un conglomerat sota la direcció d'un cap comú.